# نشانگرهای پرواز

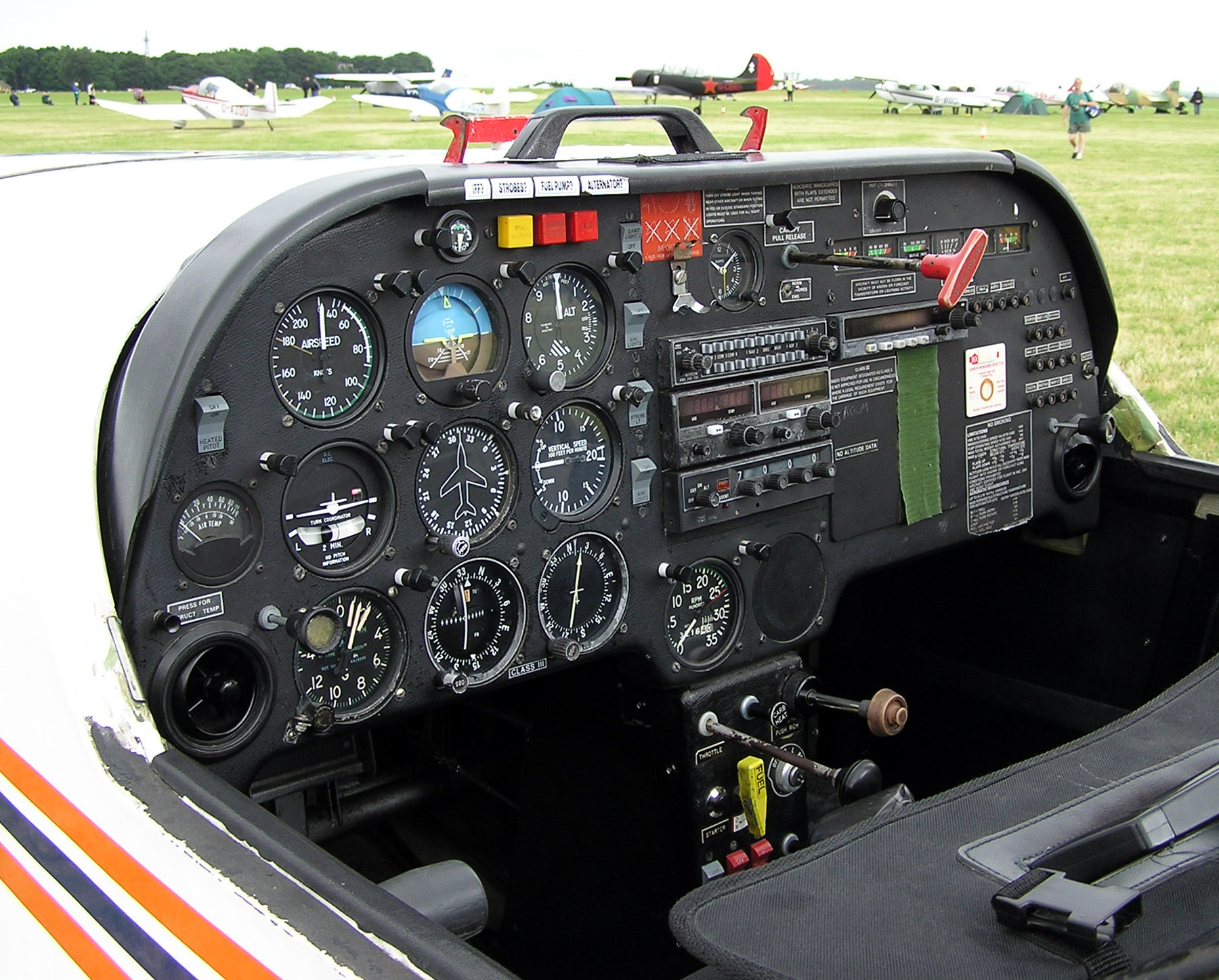
کابین فایرفلای تی۶۷ و نشانگرهای آن

نشانگرهای پرواز (به انگلیسی: Flight instruments) نشانگرهایی در اتاقک خلبان هستند که دادههای مربوط به وضعیت هواگرد را به خلبان نشان می‌دهند. این نشانگرها داده‌های مهمی ازجمله، فرازا، سرعت هوا و سرعت عمودی را در اختیار خلبانان می‌گذارند. در صورتی که این نشانگرها عقربه‌ای باشند، سامانه‌ای به نام سامانه ایستای پیتو به وسیلهٔ کنترل فشار باد، عقربه‌ها را در جایگاه مناسب تنظیم می‌نماید. در هواگردهای نوین، نمایشگر دیجیتالی وظیفهٔ نمایش داده‌ها را برعهده دارد.

## نشانگرها

### فرازیاب
نشانگر فرازیاب، ارتفاع هواگرد نسبت به سطح دریا را نشان می‌دهد. این نشانگر، با اندازه‌گیری فشار درون کپسول فرازیاب و سنجش آن با فشار استاتیک، ارتفاع هواگرد را پیدا می‌کند. رایج‌ترین یکای اندازه‌گیری جهانی برای فرازیاب، پاسکال است. البته در آمریکای شمالی و ژاپن از یکای «اینچ بر جیوه» استفاده می‌شود. فرازیاب باید به‌خوبی تنظیم و واسنجی شود تا بتواند ارتفاع را به درستی نشان دهد.

## سرعت‌سنج هوا
نشانگر سرعت‌سنج، سرعت هواگرد را نسبت به هوای بیرون از بدنهٔ آن نشان می‌دهد. یکای سنجش سرعت هواگردها، یکای گره است ولی برخی مواقع از کیلومتر بر ساعت نیز استفاده می‌شود. این نشانگر اختلاف سرعت هوای لوله پیتوت و بیرون بدنه را اندازه‌گیری کرده و اختلاف آن را در داخل کابین به خلبان نشان می‌دهد.

## نرخ‌سنج ارتفاع
نرخ‌سنج ارتفاع یا واریومتر نرخ اوج‌گیری را نشان می‌دهد. این نمایشگر نرخ اوج‌گیری هواگرد را بر مبنای یکای فوت بر دقیقه، یا متر بر ثانیه یا نات در کابین به خلبان نشان می‌دهد تا او سرعت بالا رفتن و پایین آمدن هواگرد را ببیند و آگاه باشد که چه میزان ارتفاع از دست می‌دهد.

## قطب‌نما
قطب‌نما قرارگیری نوک هواپیما را نسبت به قطب شمال کره زمین نشان می‌دهد. گاهی اوقات سیم‌کشی و قطعات الکترونیکی هواپیما باعث می‌شوند میل مغناطیسی تغییر کند. درنتیجه قطب‌نما جهت حقیقی را نشان نخواهد داد. هنگامی که هواپیما مسیر افقی را می‌پیماید قطب‌نما به درستی کار می‌کند، ولی در هنگام مانور، اوج‌گیری، فرود و چرخش، به درستی کار نمی‌کند.

## نشانگر وضعیت
نشانگر وضعیت که همچنین با نام «افق مصنوعی» شناخته می‌شود، وضعیت قرارگیری بدنه هواپیما نسبت به افق را نشان می‌دهد. از روی این نشانگر، خلبان می‌تواند تشخیص دهد که بدنهٔ هواپیما در چه وضعیتی قرار دارد.

## نشانگر مسیر
این نشانگر، مسیر حرکت هواگرد نسبت به جهت قطب‌نما را نشان می‌دهد. این نشانگر یک قطب‌نما نیست، ولی وضعیت قرارگیری بدنهٔ هواپیما نسبت به قطب را نشان می‌دهد. این قطعه بسیار پراشتباه بوده و پس از هربار استفاده باید یک بار ریسِت شود تا خطای آن برطرف گردد. در هواگردهای نوین، این ابزار حذف شده و جای خود را به افق‌یاب HSI داده‌است.

## نشانگر چرخش و انحراف
این نشانگر زاویه چرخش هواپیما در راستای محور طولی و همچنین انحراف را نشان می‌دهد. همچنین شامل یک شیب‌سنج است که مسیر پرواز را شناسایی و اعلام می‌کند. این نشانگر نرخ چرخش را نیز نشان می‌دهد که یکای آن درجه بر ثانیه یا دقیقه بر چرخش است.

## دامنه همه‌جهته با فرکانس بسیار بالا (VOR)
نشانگر دامنهٔ همه‌جهته، موقعیت جانبی هواپیما را نسبت به مسیر شعاعی نشان می‌دهد. این ابزار برای مسیریابی، جهت‌یابی، شناسایی مسیر و پیش‌بینی مقصد مسیر استفاده می‌شود. در این نشانگر، سوزن عمودی بیان کنندهٔ موقعیتِ جانبیِ مسیرِ انتخاب شده‌است. همچنین سوزن افقی این امکان را فراهم می‌کند تا خلبان با ترکیب اطلاعات سامانه فرود ILS بتواند از شیب سرخوردن در هنگام گلاید کردن پیروی کند.

## راهنمای غیرجهت‌دار
این نشانگر که به جهت‌یاب خودکار ADF متصل است، بطور پیاپی مسیر و جهت حرکت هواپیما را شناسایی می‌کند.

## نگارخانه

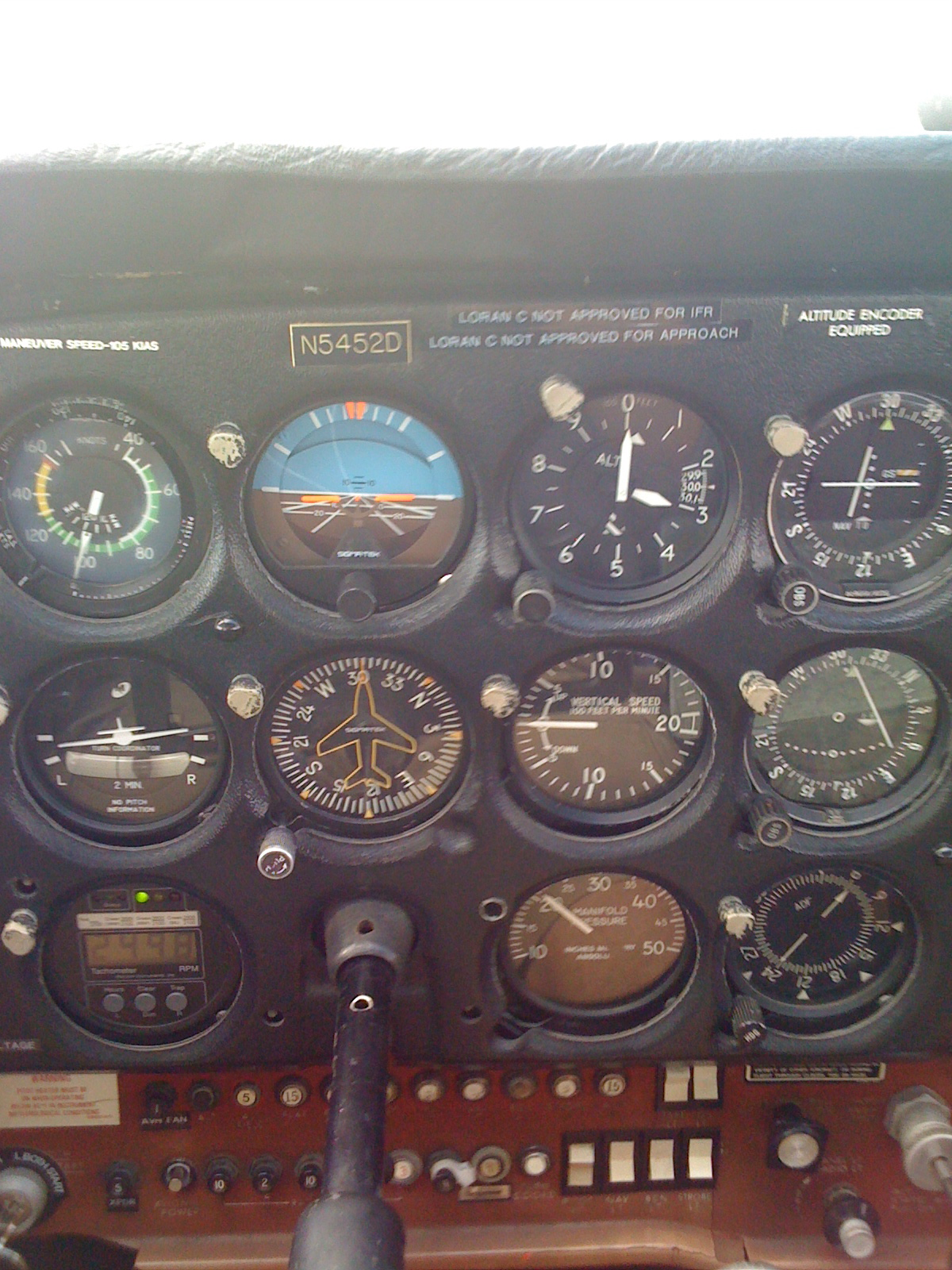
سسنا ۱۷۲
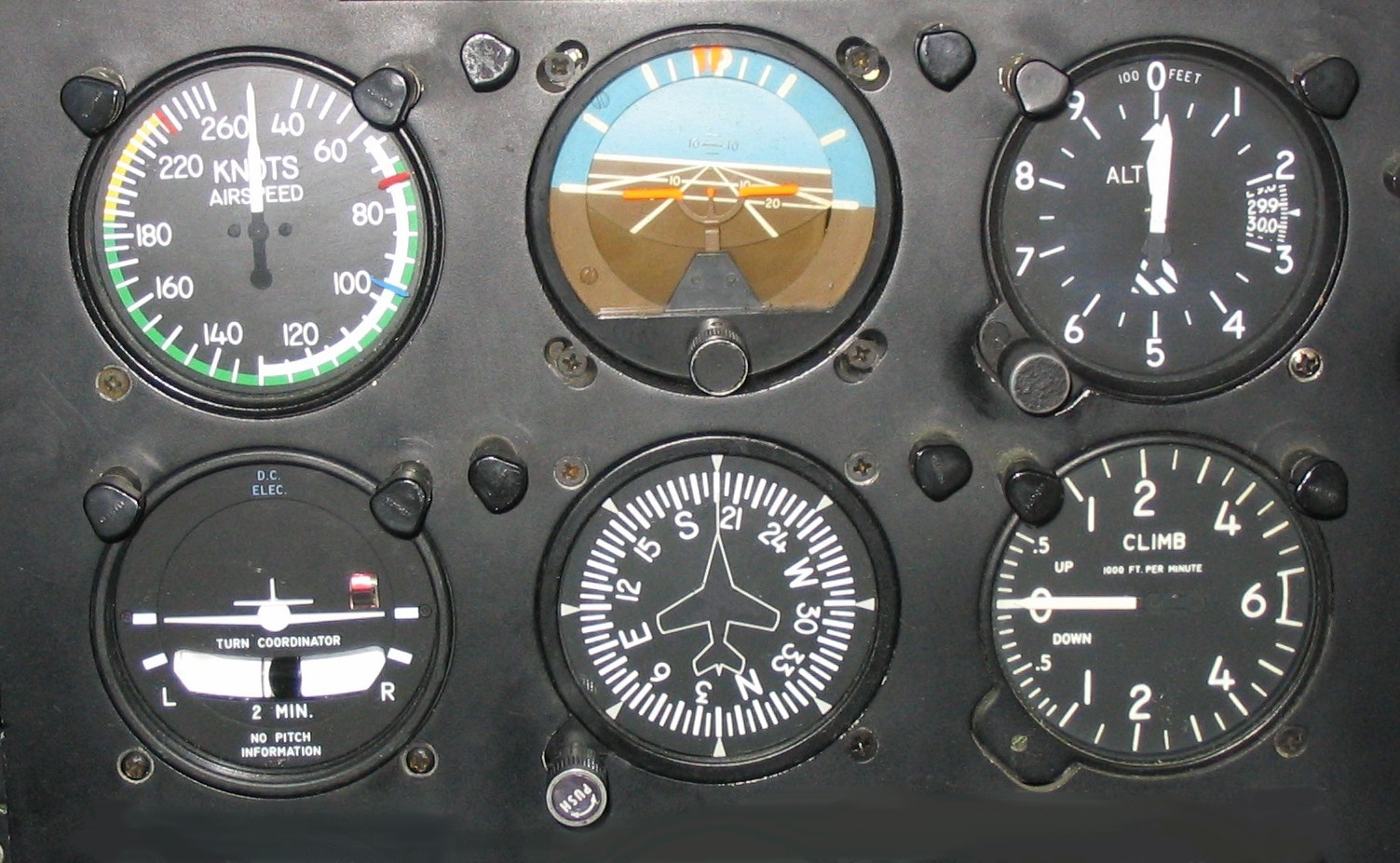
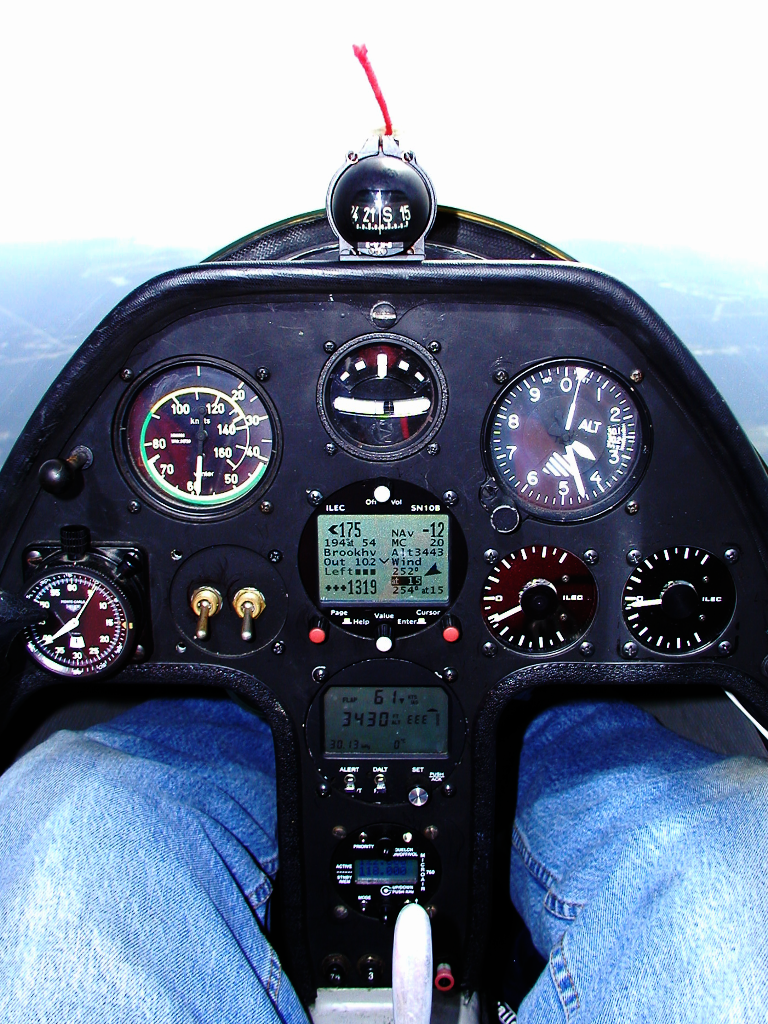
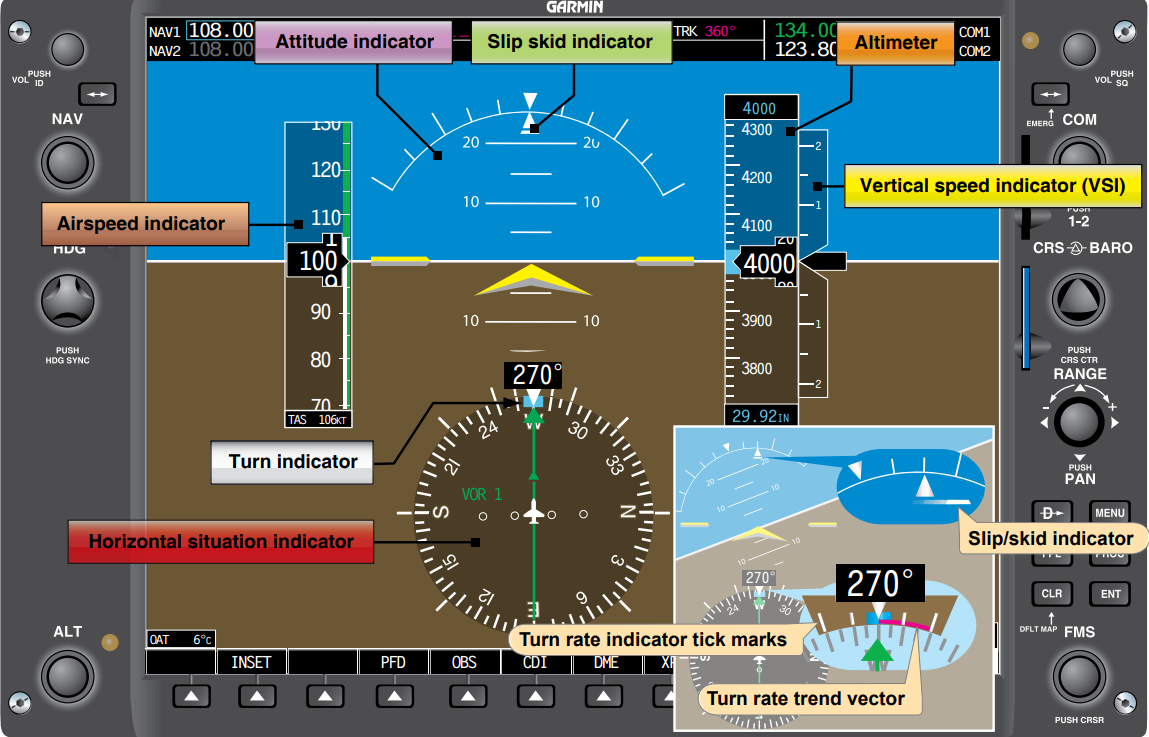